# Le Clair de terre
Pour les articles homonymes, voir Clair de terre.
Pour plus de détails, voir Fiche technique et Distribution.
Le Clair de terre est un film français réalisé par Guy Gilles, sorti en salles en 1970.

## Synopsis
Pierre, un jeune homme qui vit à Paris avec son père, part en Tunisie, son pays natal, à la recherche de sa petite enfance, de souvenirs lointains, dont celui de sa mère depuis longtemps décédée. Là-bas, il fait la connaissance d'une ancienne institutrice, Mme Larivière, qui a bien connu sa mère.

## Fiche technique
- Titre : Le Clair de terre
- Réalisation et scénario : Guy Gilles
- Photographie : Philippe Rousselot
- Son : Roger Leclerc
- Montage : Jean-Pierre Desfosse
- Musique : Jean-Pierre Stora
- Production : Charlotte Fraisse, Jean-Loup Puzenat
- Sociétés de production : Albertine Films, Les Films 13
- Pays de production :  France
- Langue : français
- Format : couleur - 35 mm - Son mono
- Durée : 98 minutes
- Date de sortie : France - 18 novembre 1970

## Distribution
- Patrick Jouané : Pierre Brumeu
- Jacques Zanetti : Michel, ami de Pierre
- Carole Lange : Jeanne, amie de Pierre
- Edwige Feuillère : Simone Larivière
- Annie Girardot : Maria
- Roger Hanin : M. Brumeu, le père de Pierre
- Élina Labourdette : la femme guide
- Micheline Presle : l'antiquaire
- Jacques François : Elstir, l'éditeur
- Lucienne Boyer : la chanteuse
- Jacques Portet : Maurice Garcia
- Marthe Villalonga : Gaby Garcia
- Jeannette Batti
- Denise Noël
- Sybil Sorel
- Paula Valmond
- Jean-Jacques Fourgeaud
- Michèle Baker
- Jean-Pierre Malagrida
- Sophie Carpio
- Marina Caballero
- Mohamed Zribi

## Distinctions
- Festival d'Hyères 1970 : Grand Prix

## Sortie vidéo
Le Clair de terre sort en combo DVD/Blu-ray chez Lobster Films le 28 septembre 2020.